# ホーエンローエ家

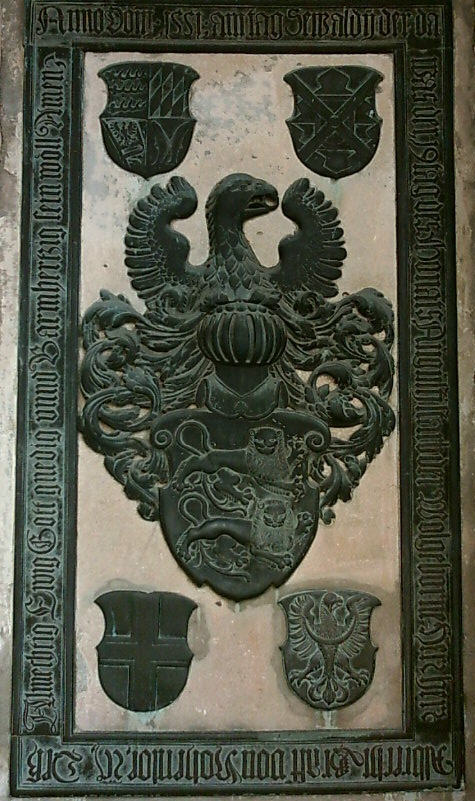
ノイエンシュタインの教会入り口のホーエンローエ家墓所を示す銘板。中央の盾型の中にホーエンローエ家の紋章が彫られている。

ホーエンローエ家（ドイツ語: Hohenlohe (Adelsgeschlecht)）は、かつてドイツ・フランケン地方を治めた貴族一門。家名は、おそらく、ウッフェンハイム近郊のホーラッハ城（あるいはホーエンロッホ城）に因んだものと推測される。
ホーエンローエ家の本来の支配地域は、コッハー川、タウバー川、ヤクスト川沿いの渓谷であった。1234年にランゲンブルク、1250年にエーリンゲンを獲得、さらに後（1300年以降）にはヴァルデンブルクやノイエンシュタインをも獲得した。13世紀から15世紀にかけて幾度も分家し、ヴュルツブルクやアンスバッハの司教など、有力者の領地に接し、またドイツ騎士団への寄贈（1219年）を行いながらも、ホーエンローエは、固有の確固とした領土を形成していた。
ホーエンローエ家の紋章の図柄は、上下に配置された2頭のゆったりと歩むヒョウで、勇敢さと強さを表現している。また、ホーエンローエ家のモットーは、ex flammis orior（『炎の中からおのれを高めよ』）であった。

愛らしきヴァイカースハイム城は、ホーエンローエ家ゆかりの名城である。

## 起源
古い文書では、ホーエンローエ家を帝国の地方貴族の家柄と記している。897年頃に実在したクラフト・ツゥ・ホーエンローエが、具体的に最も古いホーエンローエ家の人物であろう。彼には、エレンストゥス、ウォルフガングス、アドルフス、クラートという4人の息子がいた。この最後の人物が、皇帝ハインリヒ1世のハンガリーとの戦いにおいて皇帝を助け、家門を継承した。その息子のヘルマヌスは、フランケン公ハインリヒの未亡人で、皇帝コンラート2世の母親に当たる女性と結婚した。彼らの孫のジークフリートがヴァイカースハイム周辺地域を本拠とするホーエンローエ家の始祖となった。

## 歴史
ハインリヒ1世（1183年没）が、ホーエンローエ家で初めて伯として記録された人物である。1230年には、その孫にあたるゴットフリートとコンラートが皇帝フリードリヒ2世を補佐し、ホーエンローエ＝ホーエンローエ家およびホーエンローエ＝ブラウネック家を創設した。家名は、それぞれが依拠した城に因んでいる。後者は1390年に断絶し、その所領は後にブランデンブルク辺境伯領に編入された。一方、前者は、いくつかの分流に分割されていった。そのうち、ホーエンローエ＝ヴァイカースハイム家とホーエンローエ＝ウッフェンハイム家がその主なものである。クラフト1世（1313年没）を始祖とするホーエンローエ＝ヴァイカースハイム家は、さらにいつかに分家してゆくが、ゲオルクが1551年に亡くなると、その息子たちによりホーエンローエ＝ノイエンシュタイン家とホーエンローエ＝ヴァルデンブルク家が創設され、重きをなした。アルブレヒト1世を始祖とするホーエンローエ＝ウッフェンハイム家は、1412年に断絶し、その所領は婚姻により他家（リムブルク伯）のものとなった。
存続したのは、1551年に創設されたホーエンローエ＝ノイエンシュタイン家とホーエンローエ＝ヴァルデンブルク家をその源流とする一門であった。前者はプロテスタント、後者はローマ・カトリックを信仰する家門であった。ホーエンローエ＝ノイエンシュタイン家は、本家は1805年に断絶し、3つの分家がそれ以後も存続した。ランゲンブルク系、インゲルフィンゲン系、キルヒベルク系である。キルヒベルクの家系は1861年に断絶したが、ホーエンローエ＝ランゲンブルク家およびホーエンローエ＝インゲルフィンゲン家は、現在（2007年）も存続している。後者は、ホーエンローエ＝インゲルフィンゲン家およびホーエンローエ＝エーリンゲン家が融合したものである。一方、カトリック系のホーエンローエ＝ヴァルデンブルク家は、すぐに3つの流れに分かれる。他の2家は1729年までに断絶し、残ったシリングスフュルストの家系は、ホーエンローエ＝シリングスフュルスト家とホーエンローエ＝バルテンシュタイン家に分かれた。さらに分家があり、結局ヴァルデンブルク、シリングスフュルスト、ヤクストベルク、バルテンシュタインの4家が存続した。ホーエンローエ＝シリングスフュルスト家は、ラティボル公領、コルヴァイ侯領も所有した。
1744年にカトリック系のホーエンローエ＝シリングスフュルスト家、ホーエンローエ＝バルテンシュタイン家が、1764年にはプロテスタント系諸家すなわちホーエンローエ＝エーリンゲン家、ホーエンローエ＝ランゲンブルク家、ホーエンローエ＝インゲルフィンゲン家、ホーエンローエ＝キルヒベルク家がそれぞれ伯から侯に昇格し、帝国諸侯となった。
バイエルン王国およびヴュルテンベルク王国の創設により、ホーエンローエ諸侯の所領は併合され、シリングスフュルスト家はバイエルン、ランゲンブルク家はヴュルテンベルクに帰属するシュタンデスヘルとして陪臣化した。また、ヴュルテンベルクによる支配を嫌ったインゲルフィンゲン家はプロイセン王国に仕えた。
かつての所領の一部は1973年の地方区分再編でホーエンローエ郡と命名された。

## 主要人物
- ハインリヒ・フォン・ホーエンローエ（1249年没）ドイツ騎士団総長
- ゴットフリート・フォン・ホーエンローエ （1265年 – 1310年）ドイツ騎士団総長
- フリードリヒ・ルートヴィヒ・ツー・ホーエンローエ＝インゲルフィンゲン（1746年– 1818年）プロイセンの将軍
- ルートヴィヒ・アロイス（1765年 – 1829年）帝国諸侯、フランスの将軍、元帥
- クラフト・カール・アウグスト・ツゥ・ホーエンローエ＝インゲルフィンゲン（1827年 – 1892年）プロイセンの将軍
- クロートヴィヒ・ツー・ホーエンローエ＝シリングスフュルスト（1819年 – 1901年）政治家（ドイツ帝国宰相、プロイセン王国首相）